# Десантный катер

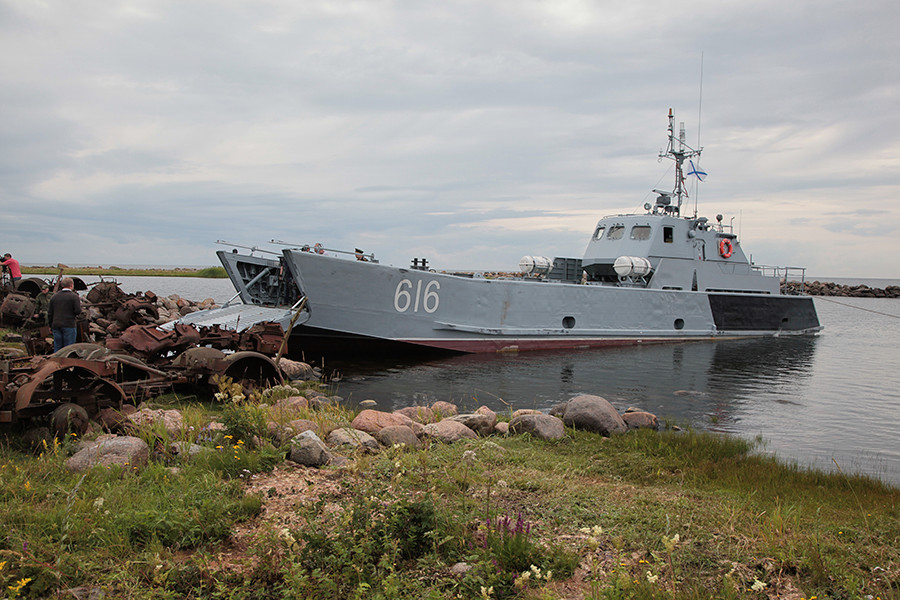
Десантный катер проекта 11770 «Серна»

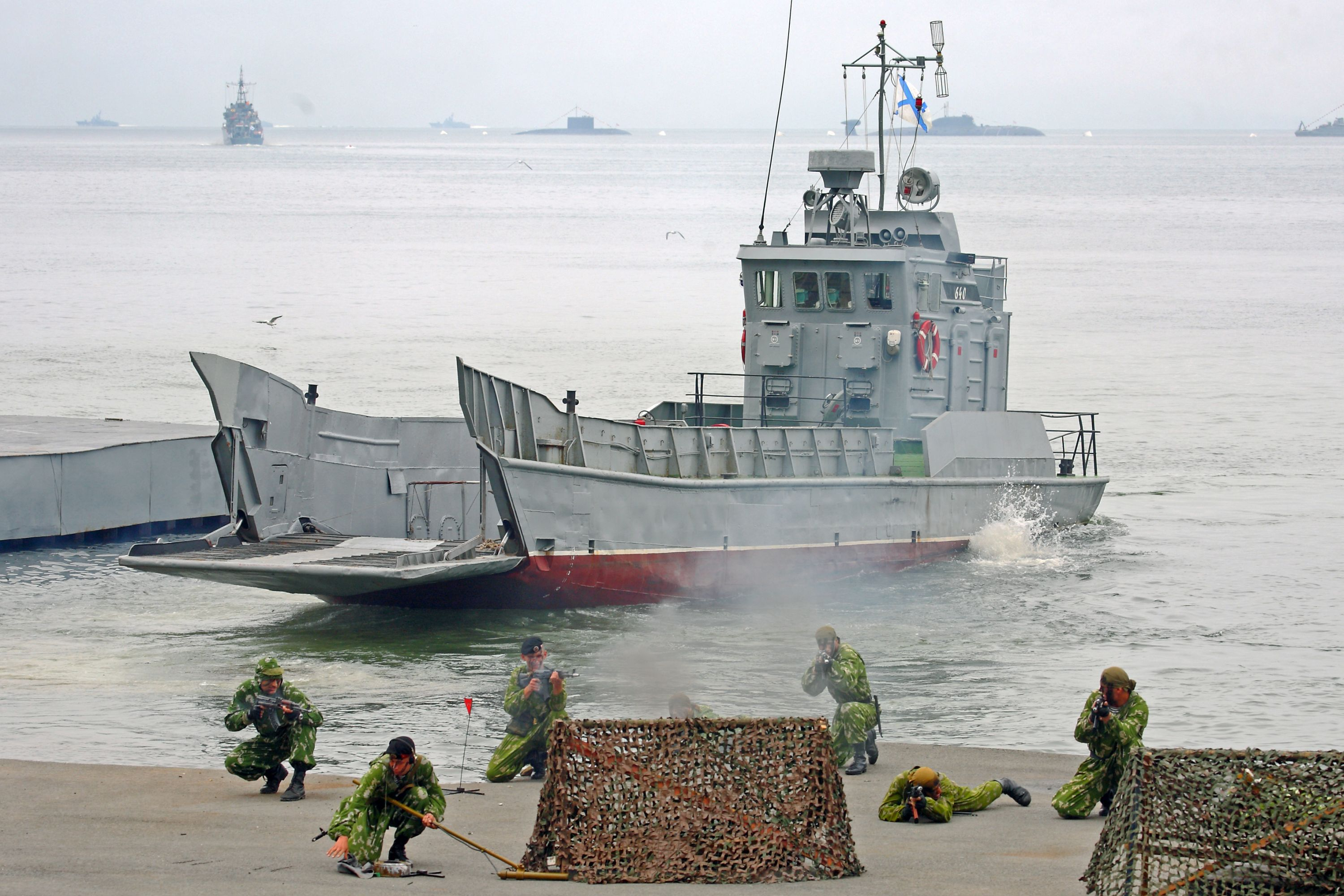
ДКА Д-704 в Амурском заливе, 25 июля 2010 года.

Десантные катера (ДКА) — подкласс боевых катеров в Военно-морских Флотах и Военно-морских силах многих государств мира. 
По кодификации НАТО ДКА называются — Landing Craft Utility (LCU). Десантные катера получили широкое распространение и входят в состав почти всех флотов мира.

## История

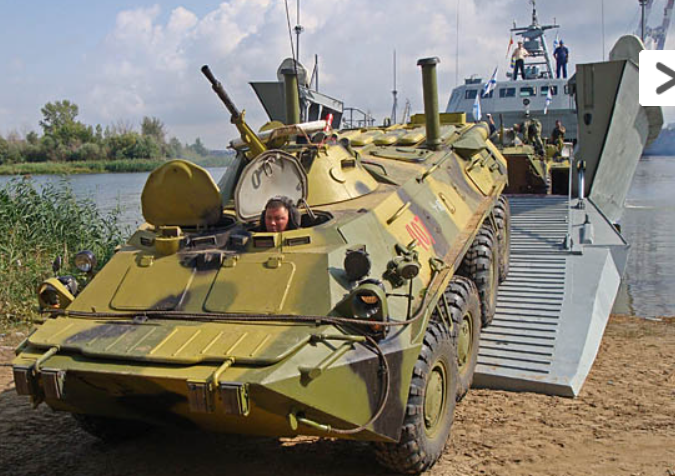
Десантный катер Каспийской флотилии

После Первой Мировой войны назрела необходимость в специализированных средствах доставки пехоты и вооружения на необорудованный берег. Основная поставленная задача на тот момент — доставка на берег танков, автомобилей и орудий с палуб транспортных судов. При этом средство должно было быть достаточно вместительным для перевозки груза, и в то же время имеющее габариты, позволяющие разместить его на борту транспорта. Также оно должно было быть достаточно лёгким для работы с бортовыми грузовыми стрелами транспорта. К 1938 году на английском предприятии «Торникрофт» был спроектирован тип катеров LCM-1 (Landing Craft Mechanized, в прямом переводе — Десантный катер для механических средств). В Британии новый тип катеров получил обозначение MLC (Mechanized Landing Craft — Механизированный десантный корабль). В Германии десантные катера именовались MFP (Marinefährprahm — морская десантная баржа). В США этот тип катеров получил обозначение LCU (Landing Craft Utility — Вспомогательное десантное судно). К началу Второй Мировой войны во флотах ведущих стран мира уже использовались подобные катера, исключением был Военно-Морской Флот СССР. Всего для ВМС США было построено 22 492 десантных катера типа LCVP. И 2 366 катеров было поставлено по Ленд-лизу.
После Второй Мировой войны был создан первый для СССР проект десантных катеров на основе американских, поставляемых по ленд-лизу LCM-6.
В начале 1960-х годов в СССР на основе разработок конструктора В. И. Левкова были спроектированы и реализованы на практике ДКА на воздушной подушке с оригинальной схемой КВП камерного типа с ограждением.
В США к разработке десантных катеров на воздушной подушке приступили в начале 1970-х годов. Они получили обозначение LCAC и способны доставить на берег 1 основной боевой танк M1 Абрамс или 2 M41 Уокер Бульдог, или до 180 человек десанта за 1 рейс. Строительство катеров осуществлялось на верфях компаний Avondale Gulfport Marine и Textron Marine and Land Systems.
В СССР были сконструированы экранопланы, как средства быстрой переброски сил десанта, но они так и не получили распространение как в ВМФ СССР, так и в народном хозяйстве, а все программы по ним были свёрнуты.
В 1990-х годах в «ЦКБ по СПК им. Р. Е. Алексеева» был разработан десантный катер на воздушной каверне проекта 11770 «Серна». Дальнейшим развитием этого проекта стали катера проекта 21820 «Дюгонь».
В 2010-х годах в США началось создание быстроходных десантных амфибий на подводных крыльях со скоростью хода до 36 узлов. Также продолжаются работы по модернизации малых десантно-высадочных средств.

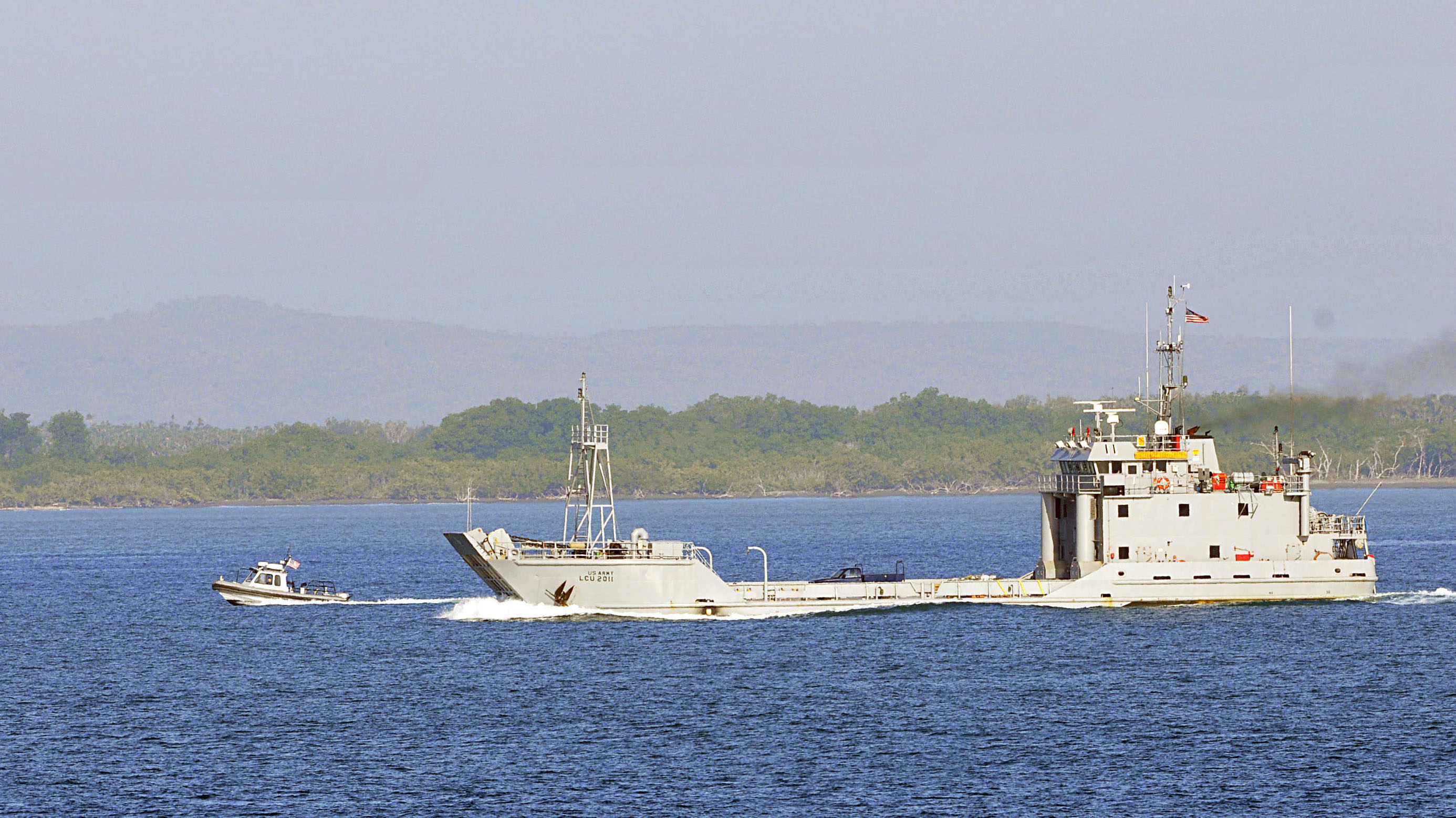
LCU-2000

Самыми большими десантными катерами являются катера типа LCU-2000. Они способны транспортировать на берег 5 основных боевых танков M1 Абрамс, или до 10 БМП M2 Бредли, или до 400 человек десанта, или до 350 тонн груза. Размещаются на: УДК типа «Тарава», УДК типа «Уосп», ДКД типа «Уидби Айленд» и «Сан-Антонио».

## Назначение

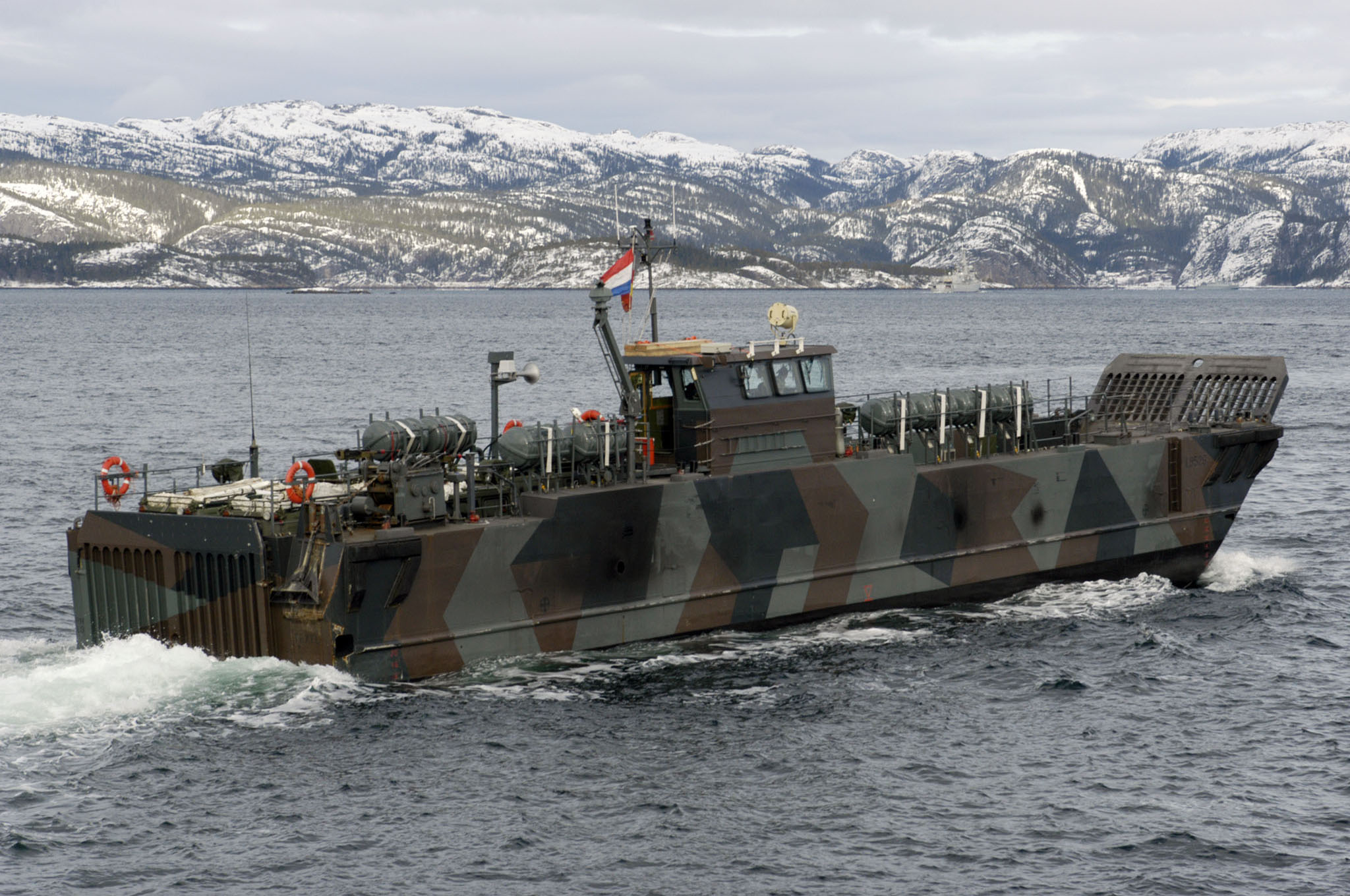
NL LCU Mk2 ВМС Нидерландов

Предназначены для скоростной переброски по воде, высадки на необорудованный берег подразделений морского десанта с вооружением и гусеничной или колёсной боевой бронированной или другой техникой. Также могут использоваться для снабжения воинских частей, дислоцирующихся на побережье. Катера могут работать как самостоятельно, так и в составе больших десантных кораблей или универсальных десантных кораблей. При высадке десанта действуют совместно с другими боевыми кораблями, кораблями огневой поддержки и авиацией.

## Конструкция

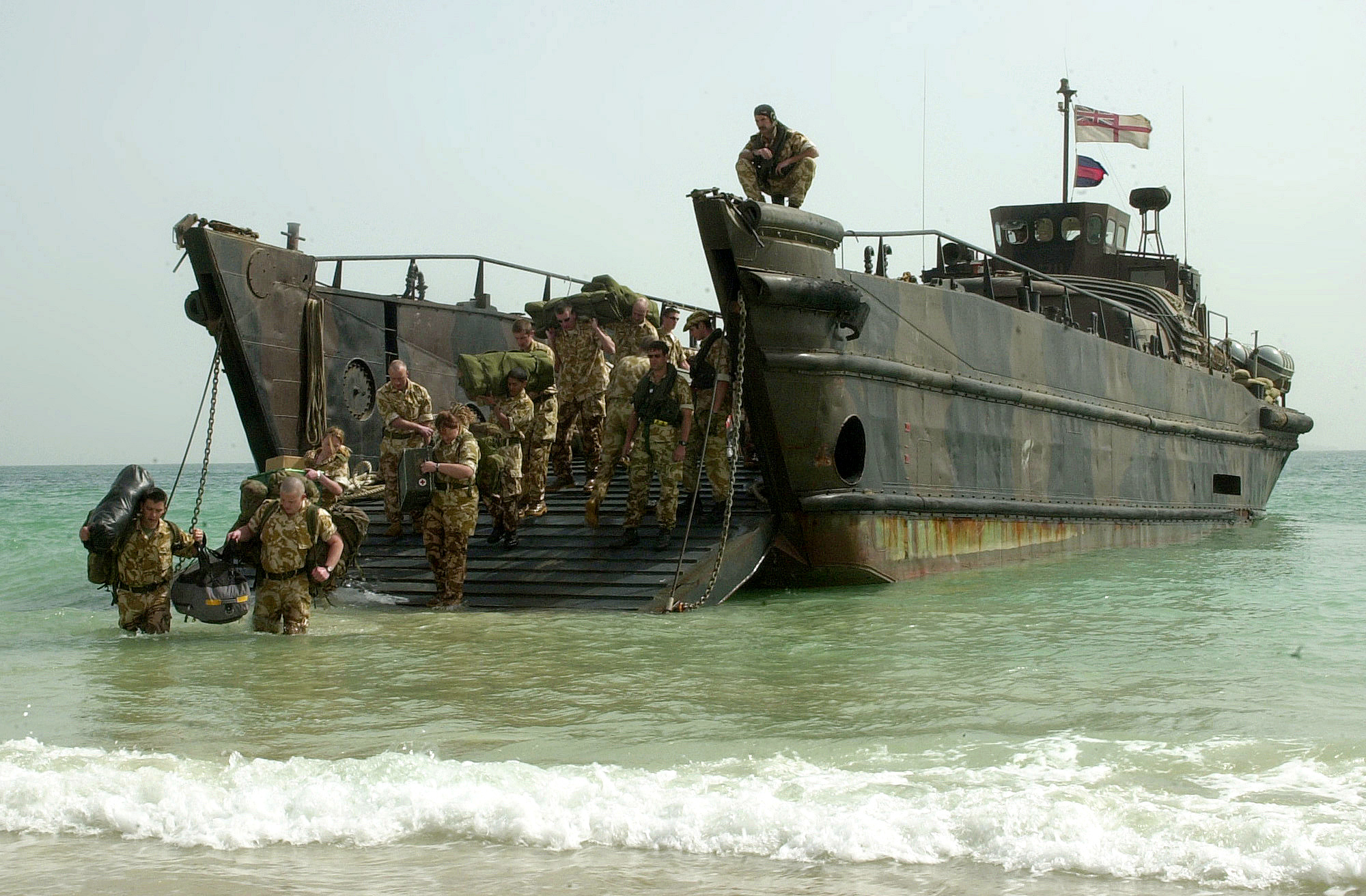
LCU Mk9 морской пехоты Великобритании

Десантные катера имеют открытый трюм и оснащены носовой аппарелью для выхода сил десанта и выгрузки груза. В кормовой части располагается машинное отделение и надстройка с органами управления. Конструкция катеров позволяет им самостоятельно сниматься с мели.
Средства самозащиты включают ПЗРК и личное стрелковое вооружение, также для оказания огневой поддержки на ДКА могут быть установлены крупнокалиберные пулемёты.

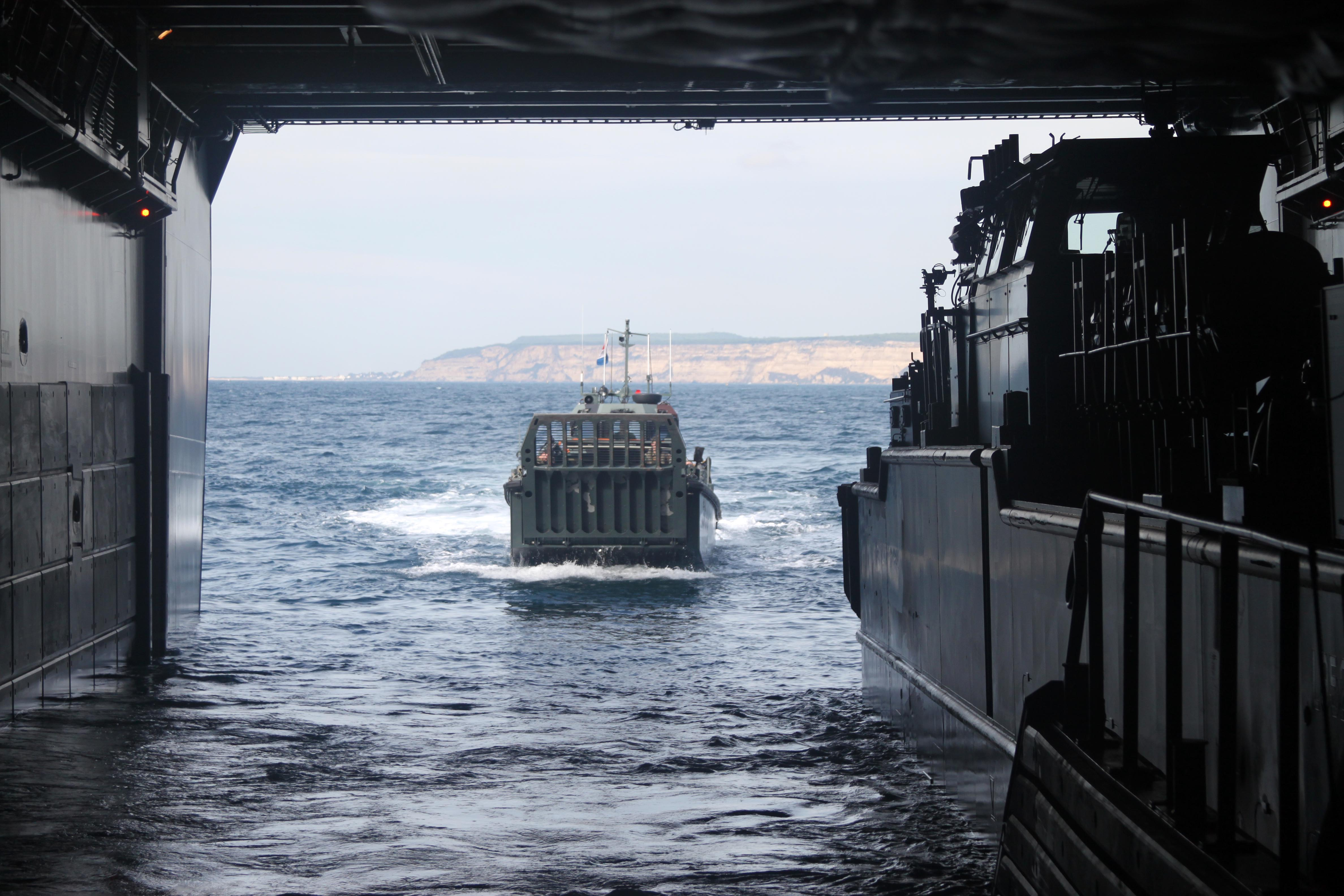
Десантный катер ВМС Нидерландов входит в док-камеру [http://factmil.com/publ/strana/niderlandy/desantnyj_vertoljotnyj_korabl_dok_hnlms_johan_de_witt_l801_vms_niderlandov_2010/105-1-0-428 УДК Johan de Witt

В среднем, катера могут транспортировать от 1 до 2 основных танков, или до 7 единиц бронированной техники, или до 200 морских пехотинцев с вооружением.

### Подтипы
Десантные катера делятся на подтипы:
- Водоизмещающие катера
- Катера на воздушной каверне
- Катера на воздушной подушке

### Представители типа в рядахВМФ России
- Десантные катера на воздушной подушке проекта 1206 «Кальмар»
- Десантные катера проекта 1785
- Десантные катера проекта 1176 «Акула»
- Десантные катера проекта 11770 «Серна»
- Десантные катера проекта 21820 «Дюгонь»

### Представители типа в рядахВМС США
- Десантные катера типа LCM-8
- Десантные катера на воздушной подушке типа LCAC
- Десантные катера проектов LCU-1610, LCU-1627, LCU-1646
- Десантные катера типа LCU-X
- Десантные катера типа LCU-2000

### Представители типа в рядахВМС Великобритании
- Landing Craft Vehicle Personnel[англ.] Mk5 (LCVP)

### Представители типа в рядахВМС Испании
- Lanchas de desembarco clase LCM-1E
- LHD Landing Craft

## Боевое применение
С самого начала создания, десантные катера широко использовались во многих вооруженных конфликтах. Выполняя роль от патрульных катеров до катеров снабжения и поисково-спасательных судов.
Предполагалось использовать германские быстроходные десантные баржи в операции «Морской лев» (нем. Unternehmen Seelöwe) при форсировании Ла-Манша.

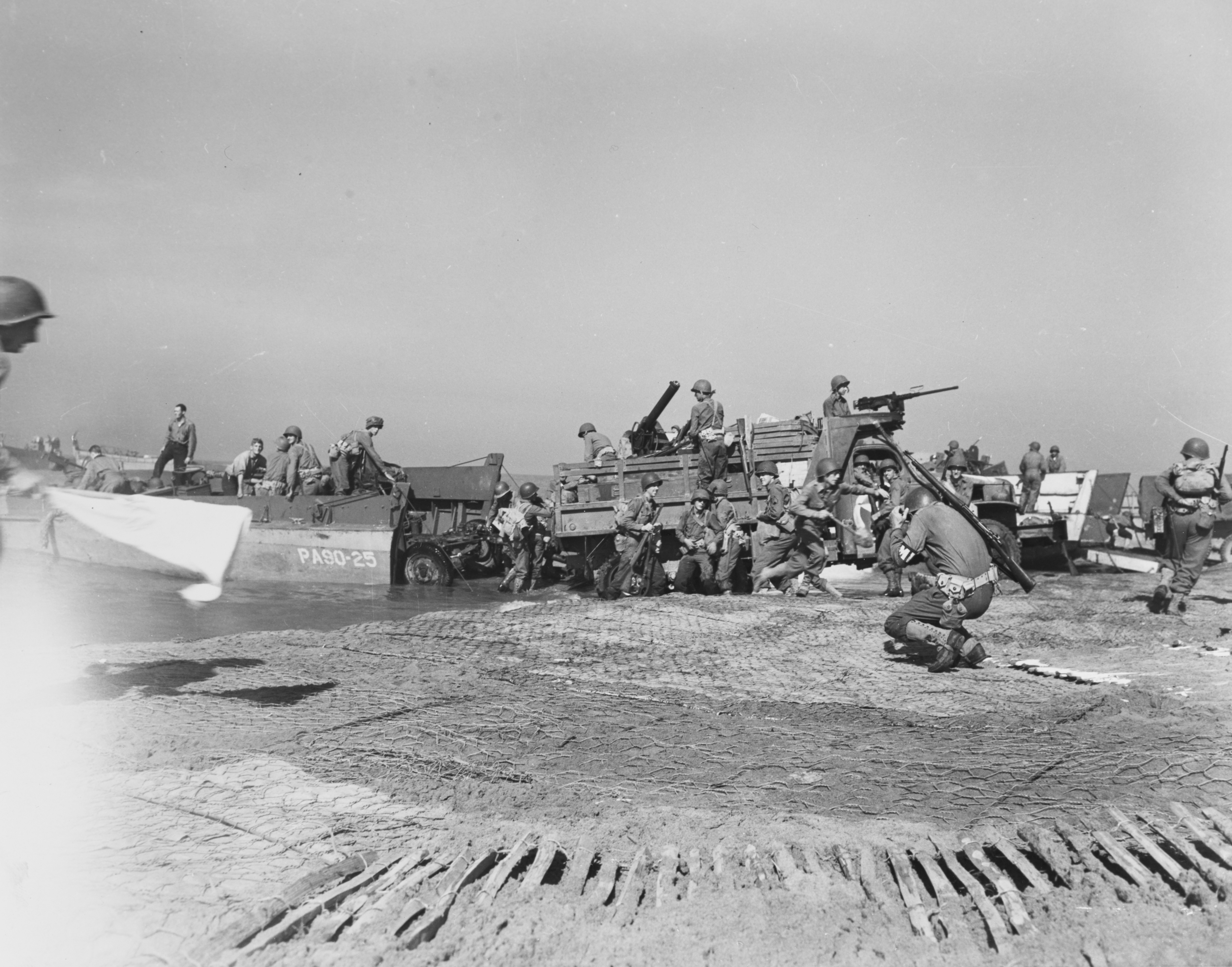
Высадка десанта в Италии

Впервые десантные катера LCM-2 постройки «Америкен Кар энд Фаундри» и «Хиггинс» были использованы в августе 1942 года в десантной операции на Гуадалканале.
В ноябре 1942 года LCM-2 использовались в операции «Торч» в Северной Африке. 
Десантные катера использовались при высадке войск на остров Сицилия в ходе операции «Хаски».

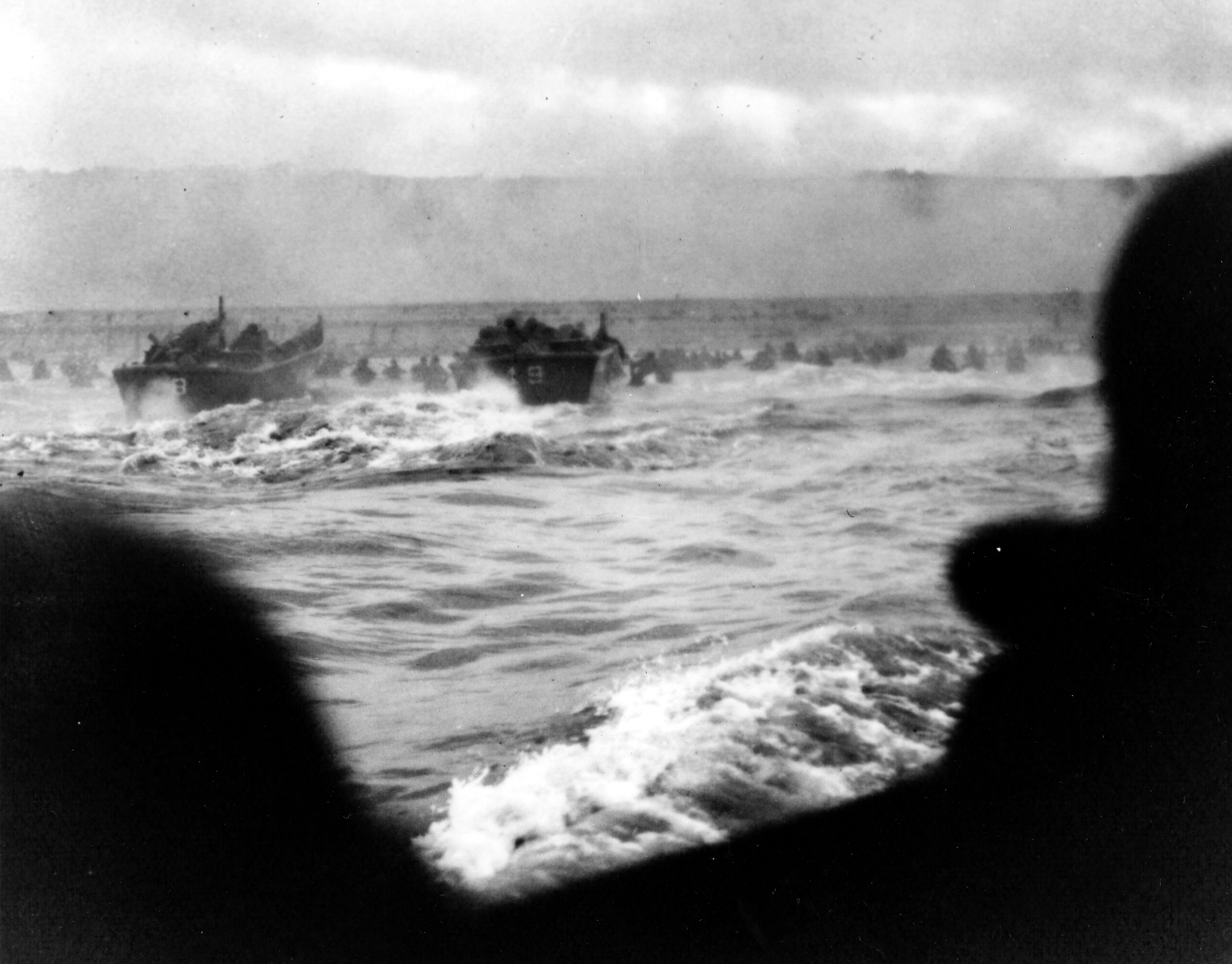
Высадка десанта на участке «Омаха» в ходе операции «Нептун»

6 июня 1944 года большое количество десантных катеров было задействовано при высадке в Нормандии в ходе операции «Нептун».
19 февраля 1945 года десантные катера LCVP применялись для высадки четвертого дивизиона морских пехотинцев на остров Иводзима. В марте 1945 года LCM-5 задействовались в «Рурской операции» при форсирование Рейна.
В декабре 1950 года при помощи 200 десантных и транспортных судов была осуществлена эвакуация из Северной Кореи американских войск из Нампхо, Сончжина и Хыннама при отступлении .
В 1982 году во время столкновений Аргентины и Великобритании за контроль над Фолклендскими островами.
Две сухогрузные баржи выполняли функцию десантных катеров во время Грузино—Абхазкого конфликта 1992-1993 годов.